# Venkman
Venkman es el nombre en clave de JavaScript Debugger, una extensión para proveer de un entorno de depuración de errores de JavaScript a los navegadores basados en Mozilla Application Suite, tales como Firefox (1.0), la serie del navegador Netscape 7x y Mozilla Seamonkey 1.x. No incluye los navegadores basados en Gecko como el K-Meleon 0.9, el Galeon, Netscape 8.0.x y las versiones más recientes de Firefox.
El nombre del proyecto está tomado del protagonista de la saga cinematográfica Los cazafantasmas, el Dr. Peter Venkman, que fue interpretado por su propio creador, el actor Bill Murray.

## Historia

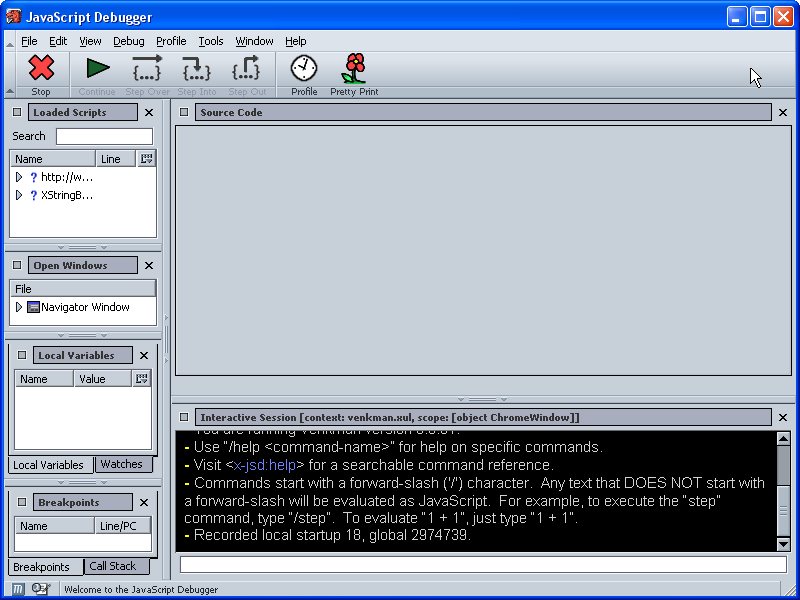
Ventana principal de Venkman.

En 1998, John Bandhauer fue encargado de crear el depurador Netscape 4x JavaScript. A fin de mantener un desarrollo modular, empezó creando un API de depuración JavaScript de medio nivel conocido como js/jsd. Esta API aumenta las características de la API de JavaScript, proporcionando un cliente con un conjunto de funcionalidades implementadas en C.
En abril del 2001, Robert Ginda empezó a trabajar en un depurador JavaScript para Mozilla, llamado Venkman. Venkman se construyó sobre una parte de js/jsd como un componente XPCOM, permitiendo así una interfaz de usuario escrita en JavaScript y XUL.